# Lex Lang
Walter Alexis "Lex" Lang (Hollywood, Los Ángeles, California, 12 de noviembre de 1965) es un actor y director de doblaje estadounidense.

## Filmografía

### Series Animadas
| Año     | Serie                                  | Papel | Notas                                                            | Fuente |
| ------- | -------------------------------------- | --- | ---------------------------------------------------------------- | ------ |
| 2002    | ChalkZone                              | Ronnie Lox | Ep. "Purple Haze/No Place Like Home/Disaster Park/I Need a Song" |        |
| 2004–06 | Justice League Unlimited               | Atomic Skull, Captain Cold, Heat Wave                                                                                                 |                                                                  | [ 2 ]  |
| 2006–07 | Avatar: The Last Airbender             | Joven Señor del Fuego Sozin, voces adicionales                                                                                        |                                                                  |        |
| 2006–08 | Legion of Super Heroes                 | Locutor #1 (episodio "Champions"), Grimbor (episodio "The Karate Kid"; "In the Beginning"), R.J. Brande (episodio "In the Beginning") |                                                                  |        |
| 2007–08 | The Batman                             | Metallo, Basil Karlo/Clayface (2.ª voz), Hamilton Hill, voces adicionales                                                             |                                                                  |        |
| 2007–15 | Jorge el curioso                       | Hundley, Doorman |                                                                  |        |
| 2008    | Justice League: The New Frontier       | Rick Flagg |                                                                  |        |
| 2009    | Batgirl: Year One                      | Batman | Motion comic                                                     |        |
| 2009–10 | Batman: The Brave and the Bold         | Doctor Polaris, Hourman, Gold, Hydrogen, Alloy, Batman 2 / Dick Grayson                                                               |                                                                  | [ 2 ]  |
| 2012    | The Avengers: Earth's Mightiest Heroes | Doctor Doom |                                                                  | [ 2 ]  |
| 2013    | Regular Show                           | Barry | Episodio: "Every Meat Burritos"                                  |        |

### Acción real
| Año  | Serie                       | Papel          | Notas | Fuente |
| ---- | --------------------------- | -------------- | ----- | ------ |
| 1996 | Power Rangers Zeo           | Louie Kaboom   |       |        |
| 1997 | Power Rangers Turbo         | Rygog, Lerigot |       |        |
| 1998 | Power Rangers en el espacio | Ecliptor       |       |        |
| 2002 | Power Rangers Wild Force    | Zen-Aku        |       |        |

### Películas animadas
| Año  | Serie                               | Papel                            | Notas | Fuente |
| ---- | ----------------------------------- | -------------------------------- | ----- | ------ |
| 1997 | Turbo: A Power Rangers Movie        | Lerigot, Rygog                   |       |        |
| 1998 | Holocausto samurái                  | Muerte                           |       |        |
| 2015 | Hotel Transylvania 2                | Voces adicionales                |       |        |
| 2023 | Diary of a Wimpy Kid: Rodrick Rules | Locutor del programa de talentos |       |        |